# 3627 Sayers
3627 Sayers este un asteroid din centura principală, descoperit pe 28 februarie 1973 de Luboš Kohoutek.